# Dance Dance Revolution (jogo eletrônico)
Dance Dance Revolution é um dos jogos musicais da série Dance Dance Revolution pela Konami para o PlayStation. Foi lançado em 6 de Março de 2001, como o terceiro jogo da série para a América do Norte, e a primeira edição para qualquer console. O jogo possui uma lista de 27 músicas e 8 cursos  consistindo inteiramente de músicas apresentadas em edições anteriores dos jogos da DDR.

## Jogabilidade
Ver artigo principal: Jogabilidade Dance Dance Revolution

## Musicas
Trilha sonora do jogo:
| Música                                | Artista                       | Nota                                         |
| Músicas Licenciadas                   | Músicas Licenciadas           | Músicas Licenciadas                          |
| ------------------------------------- | ----------------------------- | -------------------------------------------- |
| "HAVE YOU NEVER BEEN MELLOW"          | THE OLIVIA PROJECT            | de Dancemania 10 cover de Olivia Newton-John |
| "BOOM BOOM DOLLAR"                    | King Kong and D. Jungle Girls | de Dancemania Super Classics 1               |
| "EL RITMO TROPICAL"                   | DIXIES GANG                   | de Dancemania SUMMERS 2                      |
| "SMOKE"                               | MR. ED JUMPS THE GUN          | de Dancemania WINTERS cover de Deep Purple   |
| "MY FIRE (UKS Remix)"                 | X-TREME                       | de Dancemania WINTERS cover de Dan Hartman   |
| "IF YOU WERE HERE"                    | JENNIFER                      | de Dancemania EXTRA                          |
| "DUB-I-DUB"                           | ME & MY                       | de Dancemania EXTRA                          |
| "GET UP'N MOVE"                       | S&K                           | de Dancemania BASS#2                         |
| "I BELIEVE IN MIRACLES"               | HI-RISE                       | de Dancemania X1                             |
| Originais da Konami                   |                               |                                              |
| "LET THEM MOVE"                       | N.M.R                         | de Dance Dance Revolution 2ndMix             |
| "20, NOVEMBER (DDR version)"          | N.M.R feat. DJ nagureo        | de Dance Dance Revolution 2ndMix             |
| "PUT YOUR FAITH IN ME"                | UZI-LAY                       | de Dance Dance Revolution 2ndMix             |
| "PUT YOUR FAITH IN ME (Jazzy Groove)" | UZI-LAY                       | de Dance Dance Revolution 2ndMix             |
| "BRILLIANT 2U"                        | NAOKI                         | de Dance Dance Revolution 2ndMix             |
| "BRILLIANT 2U (Orchestra Groove)"     | NAOKI                         | de Dance Dance Revolution 2ndMix             |
| "MAKE IT BETTER"                      | mitsu-O!                      | de Dance Dance Revolution                    |
| "KEEP ON MOVIN'"                      | N.M.R                         | de Dance Dance Revolution 2ndMix             |
| "La Senorita"                         | CAPTAIN.T                     | de Dance Dance Revolution 3rdMix             |
| "DROP THE BOMB"                       | Scotty D.                     | de Dance Dance Revolution 3rdMix (PS)        |
| "AM-3P"                               | KTz                           | de Dance Dance Revolution 2ndMix             |
| "DYNAMITE RAVE"                       | NAOKI                         | de Dance Dance Revolution 3rdMix             |
| "AFRONOVA"                            | RE-VENGE                      | de Dance Dance Revolution 3rdMix             |
| "TRIP MACHINE"                        | DE-SIRE                       | de Dance Dance Revolution                    |
| "SP-TRIP MACHINE (JUNGLE MIX)"        | DE-SIRE                       | de Dance Dance Revolution 2ndMix             |
| "PARANOiA"                            | 180                           | de Dance Dance Revolution                    |
| "PARANOiA MAX (DIRTY MIX)"            | 190                           | de Dance Dance Revolution 2ndMix             |
| "PARANOiA KCET ~clean mix~"           | 2MB                           | de Dance Dance Revolution (PS)               |